# Эртиль (город)
Эрти́ль — город (с 1963) в Воронежской области России, административный центр Эртильского района и городского поселения Эртиль.
Железнодорожная станция Эртиль Елецкого отделения Юго-Восточной железной дороги, конечная на ветке от станции Оборона на линии Грязи — Поворино.
Население — 9666 чел. (2025).

## Этимология
Впервые топоним Эртиль упоминается в 1685 году. Назван по реке Эртиль (в XIX веке и ранее — Ертил). Гидроним относят к числу тюркских, но надёжной этимологии не существует (предположительный перевод с тюркских языков — «место, где живёт племя»).

## География
Эртильский район расположен на северо-востоке Воронежской области и граничит с южными районами Липецкой и Тамбовской областей.
Город расположен на реке Эртиль (бассейн Дона), в 112 км от Воронежа, в 10 км от границы с Тамбовской областью и является самым северным из всех городов области. В природно-географическом отношении местность — юг лесостепной зоны.
Преобладает умеренный климат. В год выпадает около 512 мм осадков. Меньше всего осадков выпадает в феврале, в среднем около 27 мм, а больше всего в июле, в среднем около 66 мм. Самый тёплый месяц июль со средней температурой 20,4 °C, а самый холодный — февраль, со средней температурой −9.4 ° C.

## История
В XI—XIII веках на этой земле были становища половцев. Основано в XVII веке как село Ертыл Ертыльского юрта.
6 сентября 1698 года воевода Тевяшов проводит опрос жителей села Ертыл. О жителях села он написал так: «Ертыльского юрту села Ертыла битюцкие жители». Из их числа он внёс имена нескольких: Борис Телегин, Авдей Иванов, Мирон Филатов, Максим Путимцов, Фока Колитвинов. Всего было опрошено 28 жителей Эртиля. Их осадчиками также был Прокофий Беляев и Семён Гундоров.
В 1699 году по указу Петра I на реку Битюг начали переселять крестьян из Владимирского, Костромского и других уездов северной России. Незаконно созданные поселения по Битюгу разорили, было сожжено 1515 дворов. Так появились первые сёла: Битюг-Матрёновка, Щучье, Старый Эртиль и другие.
От императрицы Екатерины II в конце XVIII века граф Орлов за свои заслуги получил в дар 39 000 десятин земли Прибитюжья, которая официально стала называться «Ертильская степь». После его смерти 24 декабря 1807 года земли перешли во владение единственной наследнице дочери Анне Орловой-Чесменской.
В 1832 году Орлова-Чесменская уступила часть своих владений, именуемую Ертильской степью, своему родственнику — графу Алексею Фёдоровичу Орлову. Земли эти общей площадью в 42 тысячи десятин располагались близ реки Большой Эртиль.
Со смертью следующего владельца, Николая Алексеевича Орлова, в 1885 году его наследство перешло к сыновьям Алексею и Владимиру Орловым, которые нашли более действенные способы приращения богатства.
К концу XIX века на одно из ведущих мест промышленного сектора Воронежской губернии выдвинулось сахароварение. Добившись немалой ссуды в Государственном Дворянском земельном банке, братья Орловы организуют строительство сахарного завода. Место под завод и посёлок было выбрано осознанно. Оно пришлось на пересечение берега чистой реки Большой Эртиль и скотопрогонной дороги.
В 1891 году в имении силами 400 крестьян из близлежащих деревень началось строительство сахарного завода. Они и стали его первыми рабочими. В 1897 году строительство сахарного завода в имении графа А. Ф. Орлова «Эртильская степь» было завершено.
По существу завод и явился той отправной точкой, с которой начался город Эртиль. Первое здание этого предприятия располагалось на территории современного литейно-механического завода. При князе Орлове также были построены и сохранились до сих пор жилые одноэтажные здания на Садовой улице и Садовой площади. А сама улица тогда называлась «Невским проспектом», была вымощена булыжником и освещалась по вечерам электрическими фонарями. Численность населения посёлка составляла 426 мужчин и 32 женщины (на работу принимали только холостых молодых людей). После смерти князя имение перешло к В. Н. Орлову, он оказался последним владельцем сахарного завода и хуторов. В. Н. Орлов получил высочайшее разрешение и за три года построил железную дорогу на участке Оборона (Мордово) — Эртиль, а в 1915 году было открыто движение по этой железнодорожной ветке.

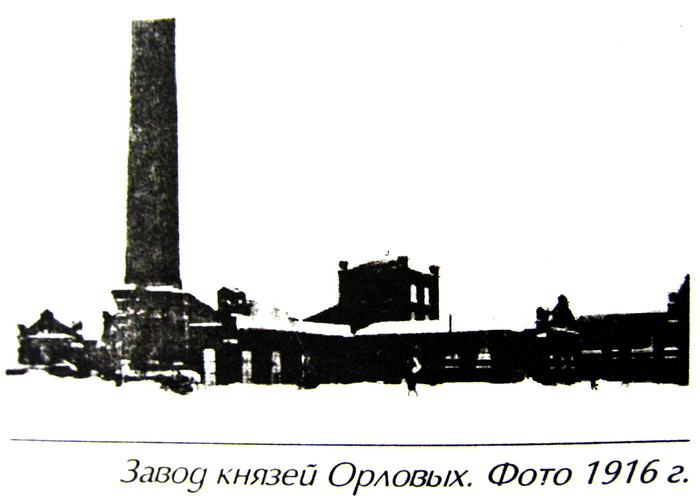
Сахарный завод города Эртиль, 1916 год

В 1917 году после начала революции в главном корпусе сахарного завода большевики Иван Иванович Бакулин и Ефим Иванович Зимоглял собрали митинг и сообщили о победе Октябрьской революции в Петрограде; они призвали рабочих к революционной сознательности и борьбе с буржуазией. 31 января 1918 года Воронежский губернский съезд рабочих сахарной промышленности своим постановлением национализировал сахарный завод. В это же время началась политика продразвёрстки.
В годы гражданской войны Эртиль попеременно переходил то к белым, то к красным. В 1921 году сахарный завод был частично разрушен и сожжён «антоновцами». Повреждена была и железнодорожная станция. В 1926—1928 годах завод был восстановлен. Тогда же был построен сушильный цех предприятия, и прилегающий микрорайон прозвали «Сушка».
С началом индустриализации экономическое и социальное возрождение города ускоряется. В соответствии с первым пятилетним планом развития народного хозяйства СССР (1928—1932) начинается строительство нового сахарного завода — одного из крупнейших заводов Центрально-Чернозёмной области. К его возведению приступили в июне 1931 года. Поначалу чернорабочие жили в землянках, но одновременно с заводом возводился и новый жилой микрорайон (его название «Стройка» сохранилось до сих пор). Для детей рабочих, переселяющихся в новое жильё микрорайона, были построены школа, детский сад и ясли. Новый сахарный завод был сдан в эксплуатацию в феврале 1934 года.
Для укрепления собственной сырьевой базы завода тогда же в первую пятилетку, в 1932 году были организованы два крупных свекловодческих совхоза: «Красноармейский» и «Ударник». В 1933 году введён в строй хлебоприёмный пункт. Период с 1932 по 1935 год отмечен строительством домов на первых улицах посёлка «Новостройка», созданием межрайонной нефтебазы и промартели «Красный пищевик».
Статус рабочего поселка посёлок Эртиль обрёл 4 декабря 1938 года. В июне 1939 года был запущен Эртильский маслозавод.

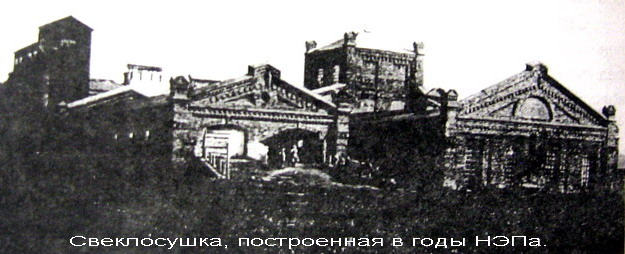
Свеклосушильня на территории нынешнего литейно-механического завода в годы НЭПа

Достопримечательной вехой в истории Эртиля был пуск глицеринового («Г-2») и маслосыроваренного заводов. Кирпичный завод в то время уже выпускал кирпич. В начале Великой Отечественной войны (а именно летом 1942 года, когда Эртильский район был объявлен прифронтовым) глицериновый и сахарный заводы были эвакуированы в Казахстан, но после войны вернулся только один — сахарный.
В годы войны эртильцы передали в фонд строительства танковой колонны 210 тысяч рублей. Собирали посылки с продовольствием на фронт. В мастерских сахарного завода изготавливались миномёты малого калибра, на железнодорожной станции Эртиль на платформах ремонтировались моторы самолётов «У-2». Более 23 тысяч эртильцев сражались на фронте. 23 июня 1941 года прошла первая мобилизация эртильцев в действующую армию. В здании школы № 1 размещался госпиталь, там обслуживали раненых жители рабочего посёлка.
В первый послевоенный 1946 год Воронежская область, как и другие регионы Центрального Черноземья, были охвачены сильнейшей засухой. 16 сентября 1946 года Правительство СССР установило денежные компенсации населению в 100—110 рублей для средне- и низкодоходных категорий граждан (так называемая «хлебная надбавка»), а 9 ноября 1946 года Совет министров СССР принял постановление «О развертывании кооперативной торговли продовольствием и промышленными товарами и об увеличении производства продовольствия и товаров широкого народного потребления кооперативными организациями», чтобы улучшить положение граждан. Тем не менее, голода не удалось полностью избежать. К весне 1947 года в Воронежской области число больных с диагнозом «дистрофия» составляло 250 тыс. человек. Тем не менее, уже в 1947 году были отмечены трудовые победы эртильских земледельцев, появились первые Герои Социалистического труда и были проведены массовые награждения.
В 1958 году упразднили МТС, а технику распродали колхозам. В мае 1959 года берёт начало пассажирское авиационное сообщение по маршруту «Воронеж — Эртиль».
1 февраля 1963 года рабочему посёлку Эртиль был присвоен статус города. Трудящиеся ходатайствовали перед Верховным Советом РСФСР о том, чтобы посёлок Эртиль был преобразован в город Советск. Ходатайство приняли, но городу сохранили прежнее название.
В июне 1963 года указом Президиума Верховного Совета РСФСР город Эртиль передан в состав Аннинского сельского района.
Осенью 1963 года эртильские футболисты заняли второе место в первенстве России.
В 1967 году в район пришла высоковольтная линия электропередач, и Эртиль был включён в энергосистему страны. До 1967 года крупные предприятия, объекты соцкультбыта, жилые дома обслуживали дизельные двигатели. Линию тянули из Борисоглебска в феврале. В метели и мороз эртильцы выходили всем миром на трассу, сбивали налипший снег с проводов, вручную долбили промёрзшую землю под столбы, помогали натягивать провода.
Особую роль в истории города играет механический завод, который был образован из авторемонтных мастерских, созданных в 1949 году. Поначалу здесь ремонтировали только двигатели автомобилей. А в 1958 году постановлением Воронежского Совнархоза Эртильские машиноремонтные мастерские переименованы в «Эртильский механический завод». Это было единственное предприятие, которое выпускало оборудование по приготовлению кормов для зверосовхозов нашей страны.
В конце 1960-х годов была заасфальтирована первая улица в городе. В 1970-е и в первой половине 1980-х годов в жизни города произошли заметные изменения в экономике и культуре. Изменился облик города. Создавались предприятия и организации, имеющие большое значение для района. В 1973 году была организована лесомелиоративная станция (ныне лесхоз). До его появления насчитывали только 1 % лесов, после — 3,4 %. Усилиями этого предприятия построен целый жилой микрорайон, посажены тысячи гектаров лесонасаждений. Появились ретранслятор телевидения, спортивный комплекс и стадион, банно-прачечный комбинат, открыт краеведческий музей (1974 год), благоустроен рынок, введён в эксплуатацию районный узел связи, появился новый хлебоприёмный пункт или элеватор (1972 год), открыт новый коопунивермаг в 1973 году. Высажено более 10 тысяч чайно-гибридных роз на центральной площади и главной улице города, появились каштаны и декоративные кустарники. Город преобразился до неузнаваемости и четырёхкратно был признан победителем Всероссийского соревнования по благоустройству городов, районных центров (1971—1975 годов). Асфальтировано тротуаров и улиц города более 40 км, открыт памятник погибшим в годы войны воинам — эртильцам. С 1974 года по 1979 год был отстроены и сданы в эксплуатацию типовые здания Эртильских № 2 и № 3 школ и учебно-производственного комбината (УПК). В 1975 году было завершено строительство асфальтовой дороги Воронеж — Эртиль. В 1976 году было организовано объединение «Эртильрайгаз». В 1979 году был открыт больничный комплекс на 240 мест с поликлиникой.
Современное здание администрации (до августа 1991 года — райкома КПСС) было введено в эксплуатацию в 1982 году. В октябре 1994 года случилось важное для города и района событие — была освящена новая церковь Иконы Иверской Божьей матери в городе Эртиль. В 1995 году была издана «Книга памяти Эртильского района». В 1997 году открыты современные здания Сбербанка и налоговой инспекции.

## Хроника
- 1688 — первое упоминание об Эртиле;
- 1897 — завершения строительства сахарного завода князей Орловых;
- 1915 — начало эксплуатации железнодорожной ветки «Мордово — Эртиль»;
- 1921 — сожжение антоновцами сахарного завода;
- 1928 — начало работы «Свеклосушилки»;
- 1934 — пуск современного сахарного завода;
- 1935 — открытие эртильской средней школы № 1;
- 1938 — образование района с административным центром в Эртиле;
- 1939 — начало выхода районной газеты;
- 1958 — организация механического завода;
- 1 февраля 1963 — получение статуса города;
- 1967 — создание эртильской электросети;
- 1968 — создание ПМК-706;
- 1974 — открытие музея, узла связи, средней школы № 2;
- 1975 — начало движения по шоссе «Воронеж — Эртиль»;
- 1979 — открытие больничного комплекса;
- 1980 — организация опытно-механического завода;
- 1994 — освящение церкви (храм в честь Иверской иконы Божией Матери);
- 1997 — введение в строй зданий Сбербанка и налоговой службы;
- 2003 — открытие Соколовской школы;
- 2004 — пуск завода растительных масел;
- 2006 — пуск газового комплекса.

## Население
| 1939    | 1959    | 1967    | 1970    | 1979    | 1989    | 1992    | 1996    | 1998    |
| ------- | ------- | ------- | ------- | ------- | ------- | ------- | ------- | ------- |
| 7100    | ↗10 059 | ↗16 000 | ↘12 648 | ↗13 162 | ↗14 144 | ↗14 300 | ↘14 200 | ↘13 900 |
| 2000    | 2001    | 2002    | 2003    | 2005    | 2006    | 2007    | 2008    | 2009    |
| ↘13 700 | ↘13 500 | ↘12 885 | ↗12 900 | ↘12 400 | ↘12 200 | ↘12 100 | ↘11 900 | ↘11 755 |
| 2010    | 2011    | 2012    | 2013    | 2014    | 2015    | 2016    | 2017    | 2018    |
| ↘11 387 | ↗11 400 | ↘11 168 | ↘11 018 | ↘10 835 | ↘10 740 | ↘10 575 | ↘10 410 | ↘10 265 |
| 2020    | 2021    | 2025    |         |         |         |         |         |         |
| ↘10 052 | ↘10 024 | ↘9666   |         |         |         |         |         |         |

На 1 января 2025 года по численности населения город находился на 918-м месте из 1124 городов Российской Федерации.
Национальный состав
По итогам переписи населения 2020 года проживали следующие национальности (национальности менее 0,1 % и другое, см. в сноске к строке «Другие»):
| Национальность | Численность, чел. | Доля     |
| -------------- | ----------------- | -------- |
| Русские        | 9235              | 92,13 %  |
| Цыгане         | 29                | 0,29 %   |
| Другие         | 760               | 7,58 %   |
| Итого          | 10 024            | 100,00 % |

## Экономика
- ООО «Эртильский сахар»
- ООО «Эртильский литейно-механический завод»
- Опытно-механический завод
- ООО «Эртиль-молоко»
- Лесомелиоративная станция
- ООО «Завод растительных масел»
- Мукомольный комбинат «Акталь»

## Культура, наука, образование
В настоящее время в Эртиле действует краеведческий музей, экспонаты которого постоянно пополняются. Достопримечательностью его являются работы художника Силина Василия Николаевича, подарившего музею более 40 картин. В городе Эртиль действует кинотеатр «Родина», в котором показывают отечественные и зарубежные кинофильмы. На окраине города расположен этнографический музейный комплекс под открытым небом «Деревенька XVII—XIX веков», создателем которого является заслуженный фермер России Владимир Брежнев.
В настоящее время в Эртиле действуют шесть общеобразовательных школ, одно профучилище, музыкальная и спортивная школы, дом пионеров (школьников), дворец культуры, городская библиотека.

## Почётные граждане
Почётными гражданами города являются:
- Силин, Василий Николаевич. 1918 года рождения. Художник-фронтовик подарил музею более 40 полотен, долгое время поддерживал тесную связь с городом, считая его лучшим местом на земле. Его именем названа одна из улиц Эртиля. Похоронен в Липецке.
- Голева Екатерина Ивановна, 1923 года рождения, уроженка села Щучье. Участник Великой Отечественной войны. С 1948 по 1981 год работала библиотекарем, затем директором районной библиотеки. Староста и активный участник хора ветеранов войны и труда. Основной участник работы над «Книгой памяти Эртильского района» (1995). Проживает в Эртиле.
- Обрывко, Марк Дмитриевич, 1909 года рождения. Инженер-конструктор, изобретатель и рационализатор, руководитель КБ на сахарном заводе — предшественнике опытно-механического завода. Лауреат Государственной премии. За успехи в создании механизмов для сахарной промышленности в 1966 году удостоен звания Героя Социалистического Труда. Умер в 1999 году. Похоронен в Эртиле.
- Белолипецкий Борис Иванович, 1927 года рождения. В годы его работы главным специалистом, а затем директором сахарного завода (1947—1979) происходила реконструкция и ощутимый рост производительности труда. Под его руководством велось строительство жилого фонда, объектов культуры и быта в микрорайоне Стройка. Умер в 2001 году. Похоронен в Эртиле.
- Жуков Илья Герасимович, 1935 года рождения, уроженец села Кривка. Трудился конструктором в КБ Обрывко М. Д. С 1972 года по 1994 годы — директор механического завода. Это были годы стабильного развития, активного жилищного строительства по улицам Труда и Плехановской. Умер в 2003 году. Похоронен в Эртиле.
- Валикова Александра Владимировна, 1937 года рождения. Ветеран культурной деятельности в районе. Около 50 лет своей жизни отдала популяризации русской песни. Солистка хора ветеранов войны и труда. Проживает в Эртиле.
- Завьялов Александр Иванович, 1926 года рождения. Директор Соколовской школы с 1965 по 1999 годы. Педагог-новатор с 49-летним стажем, учёный. Его усилиями создан мемориальный комплекс у школы и природная среда, музей народных промыслов России и много другое. Заслуженный учитель России. Умер в 2001 году. Похоронен в Эртиле.
- Шматов Иван Фёдорович (1920—2017). С 1951 по 1956 годы — Первый секретарь РК КПСС. В те годы район занимал передовые позиции в области по зерновой отрасли и надоям молока. В 1956 году награждён большой золотой медалью ВСХВ и автомобилем «Победа». Последние годы проживал в областном центре, поддерживал активную связь с городом.
- Кондауров Митрофан Романович, 1927 года рождения. Ветеран правоохранительных органов, подполковник. С 1970 по 1982 год — начальник Эртильского РОВД. В эти годы райотдел милиции занимал ведущие места в области. С коллективом сотрудников велась большая воспитательная работа. Имеет десять правительственных наград. Проживает в Эртиле.
- Субботина Наталья Ивановна, 1940 года рождения. Деятельность в Эртильском районе начала в 1965 году бухгалтером-экономистом Эртильского управления сельского хозяйства. С 1972 по 1978 годы работала управляющим Государственного банка СССР. С 1978 по 1991 гг. занимала должность секретаря, а затем и первого секретаря РК КПСС. С 1966 по 1991 годы — депутат районного и один созыв (с 1980 г.) областного Советов народных депутатов, делегат XXVI — XXVIII съездов КПСС. Под руководством Натальи Ивановны в районе проводилось строительство новых школ, дорог, объектов культуры и др. С 1991 по 1996 она заместитель директора совхоза «Красноармейский». С 2002 года и по настоящее время является заместителем главы Эртильской районной общественной организации Всероссийской организации ветеранов и секретарём Эртильского отделения КПРФ. Звание «Почётный гражданин г. Эртиль» было присвоено в 2003 году. Проживает в г. Эртиль.
- Жаренко Виктор Фёдорович — первый директор образовавшейся спортивной школы, внёс неоценимый вклад в развитие спорта (особенно спортивной гимнастики и баскетбола)[источник не указан 261 день].

А так же Черенков Василий Яковлевич, Лосев Николай Трофимович, Крылов Владимир Александрович, Фролов Владимир Иванович, Попов Евгений Иванович,
Космодемьянская Екатерина Владимировна, Гришанов Василий Иванович, Строева Лидия Ивановна, Глазьева Валентина Митрофановна, Пономарёв Пётр Петрович,
Порядин Иван Иванович, Гусева Татьяна Григорьевна, Рыжих Лидия Ильинична, Зорина Надежда Александровна, Коневец Людмила Николаевна, Гунько Тамара Кирилловна, Чермашенцева Валентина Александровна и Погарченко Татьяна Александровна.

## Руководители города
В советское время должность председателя исполкома городского Совета депутатов трудящихся занимали: Наталья Ильинична Замотаева (1963—1965), Владимир Дмитриевич Лавров (1966—1971), Николай Никитович Филонов (1971—1974), Иван Васильевич Голев (1974—1977), Валентин Максимович Качурин (1977—1978), Иван Иванович Бахтин (1978—1982), Николай Тихонович Кретинин (1982—1989), Николай Иванович Кузнецов (1989—1991). После распада СССР главами администрации и председателями горсовета являлись: Владимир Александрович Крылов (1991—1993), Пётр Иосифович Крюков (1993—1998), Евдокия Михайловна Глущенко (1998—2002), Александр Валерьевич Прокудин (2002—2021); далее главами городского поселения — город Эртиль становились Евгений Алексеевич Мочалов (2021—2024) и Денис Павлович Кулешов (2024—н. в.).

## Памятники и достопримечательности
| №  | Наименование памятника                                                                             | Дата возникновения | Место нахождения                              |
| -- | -------------------------------------------------------------------------------------------------- | ------------------ | --------------------------------------------- |
| 1  | Дома № 4, 5, 7, 12                                                                                 | около 1895         | Садовая ул.                                   |
| 2  | Жилой дом «Глаголь» (снесён в декабре 2013)                                                        | около 1896         | Садовая пл.                                   |
| 3  | Сахарный завод князей Орловых (3 здания)                                                           | 1897               | ул. Труда                                     |
| 4  | Плотина бетонных гидросооружений                                                                   | 1910               | 100 м сев. ОАО «ЭЛМЗ»                         |
| 5  | Первый корпус городской школы №1                                                                   | 1935               | Первомайская ул.                              |
| 6  | Скульптура «Родина-мать никогда не забудет своих сыновей»                                          | 1957               | Близ Соколовской школы                        |
| 7  | Скульптура В. И. Ленина                                                                            | 1965               | Центральная площадь                           |
| 8  | Обелиск «Жертвам белого террора 1920—1921 гг.»                                                     | 1967               | ул. Ленина                                    |
| 9  | Скульптура В. И. Ленина                                                                            | 1970               | У Дворца культуры сахзавода                   |
| 10 | Мемориал погибшим землякам-эртильцам в годы ВОВ с захоронением                                     | 1975               | Сквер у центральной площади                   |
| 11 | Мемориальная доска в честь 200-летнего юбилея А. С. Пушкина                                        | 1999               | На здании налоговой инспекции, Пушкинская ул. |
| 12 | Памятный камень «Воинам-эртильцам, погибшим в мирное время»                                        | 2000               | Сквер у центральной площади города            |
| 13 | Мемориальная доска Е. И. Кабанову — Герою Советского Союза                                         | 2000               | На здании ЭСОШ № 1 города                     |
| 14 | Мемориальная доска В. Ф. Колбневу — Герою Советского Союза                                         | 2000               | На административном корпусе сахзавода         |
| 15 | Мемориальная доска погибшим воинам-интернационалистам Артёмову А. И., Усову А. И., Яблонских А. П. | 1989, 2000         | На памятном камне в сквере города             |

|  |  |  |  |